# Agostino Casaroli
Agostino kardinaal Casaroli (Castel San Giovanni, 24 november 1914 - Rome, 9 juni 1998) was een Italiaans katholieke aartsbisschop en kardinaal.
Van 1979 tot 1990 was hij kardinaal-staatssecretaris onder paus Johannes Paulus II. Hij staat bekend als de architect van de Ostpolitik van het Vaticaan.

## Achtergrond en priester-diplomaat
Casaroli werd geboren in een arm gezin. In 1937 werd hij priester gewijd en begon hij aan zijn studie voor diplomaat aan de Pontificale Academie van Vaticaanstad. In 1961 ging hij werken voor het Pauselijk Secretariaat. In 1964 maakte hij een reis naar Praag waar hij ervoor zorgde dat de communistische regering bisschop Tomacek erkende en dat dezelfde regering instemde met de benoeming van bisschop Beran tot kardinaal. In juni 1966 onderhandelde hij met de Joegoslavische regering over de rechten van de katholieken in dat land. Daarnaast bracht hij meerdere malen bezoeken aan Polen om over de positie van de katholieke gelovigen aldaar te onderhandelen.

## Bisschop-diplomaat
In 1967 werd hij tot bisschop gewijd. Hij had de titel van aartsbisschop van Carthago.
In de jaren 1970 was het mede dankzij Casaroli dat de betrekkingen tussen de Katholieke Kerk en de communistische staten verbeterde, hetgeen ook inhield dat de gelovigen in de communistische landen meer ruimte kregen om hun geloof te belijden.

## Kardinaal-staatssecretaris
In 1979 benoemde Johannes Paulus II hem tot kardinaal-staatssecretaris. In 1985 had hij in Moskou een eerste ontmoeting met Mikhail Gorbatsjov, de toenmalige leider van de Sovjet-Unie. Een jaar na de val van de Berlijnse Muur, op 1 december 1990, trad hij af.
Kardinaal Casaroli wordt gezien als dé pauselijke diplomaat van de jaren 1970 en 1980.